# (36712) 2000 RS33
2000 RS33 (asteroide 36712) é um asteroide da cintura principal. Possui uma excentricidade de 0.08559960 e uma inclinação de 6.16635º.
Este asteroide foi descoberto no dia 1 de setembro de 2000 por LINEAR em Socorro.